# Kuso Miso Technique
Kuso Miso Technique (яп. くそみそテクニック Кусо Мисо Тэкуникку, букв. «Техника говённого супа», Kuso Miso в переносном смысле значит «неразбериха, суматоха», имеется в виду схожесть внешнего вида человеческого кала и коричневой пасты мисо) — короткая («One-shot») бара-манга, созданная автором, работавшим под псевдонимом Дзюнъити Ямакава. Была впервые опубликована в 1987 году в японском журнале для геев «Барадзоку». Благодаря откровенному гомоэротическому мотиву и абсурдности сюжета манга, попав в 2000-х годах на анонимные имиджборды, стала известным интернет-мемом.

## Сюжет

Первая страница манги, ставшая самым популярным элементом интернет-мема, который получил от неё название «яранайка»

Старшеклассник Масаки Митисита (яп. 道下 正樹), торопясь в туалет, бежит через парк и замечает сидящего на лавке мужчину в синем комбинезоне. Митисита отмечает его привлекательность, говоря себе: «Ух ты! Горячий мужик…» (яп. ウホッ! いい男… Ухо! Ии отоко…). В это время мужчина расстёгивает комбинезон, демонстрируя эрегированный член, и произносит: «Не заняться ли нам этим?» (яп. やらないか Яранай ка?).
Митисита и мужчина, представившийся автомехаником Такакадзу Абэ (яп. 阿部 高和), запираются в кабинке общественного туалета, чтобы заняться сексом. Абэ пытается сделать Митисите минет, но тот внезапно испытывает сильнейшее желание помочиться. По предложению автомеханика Митисита опорожняет мочевой пузырь внутрь тела Абэ во время анального секса. После этого Абэ занимает активную позицию, но Митисита расслабляет сфинктер и испражняется на пенис Абэ. Тот вначале сердится, однако затем говорит: «Кто его знает, может, делать это в дерьме и впрямь приятно». Последнюю фразу, к своему неудовольствию, слышит некий пенсионер, невовремя зашедший в туалет.

## Популярность
В 2002 году манга появилась на японском анонимном интернет-форуме Ayashii World и впервые привлекла внимание публики вне ЛГБТ-сообщества. Через год страницы манги попали на анонимный имиджборд Futaba Channel и спровоцировали так называемый «Ямадзюн-бум», то есть интерес к работам Дзюнъити Ямакавы, подхваченный ещё одним популярным японским форумом 2channel. После этого такие фразы из этой манги как «ухо! ии отоко» и «яранайка» стали популярны и получили статус интернет-мемов. В японском интернете они, как и другие фразы из Kuso Miso Technique, стали указывать на гомосексуальный характер чего-либо, особенно междометие «ухо́!». В неофициальном рейтинге «Самое модное интернет-слово 2007 года», составленном японской телекоммуникационной компанией ITMedia, «яранайка» заняла 16 место.
Позднее была придумана песня «Яранайка», исполняемая от лица Такакадзу Абэ на музыку песни «Балалайка» Кохару Кусуми, одной из участниц группы Morning Musume. Под эту песню однажды вышел на ринг кикбоксер-отаку Юитиро Нагасима, надев синий комбинезон.
В 2009 году японский сайт Getnews провёл среди своих посетителей опрос на тему «какую мангу вы считаете самой интересной», в котором приняло участие около 6 тысяч пользователей. Kuso Miso Technique заняла 11 место, обойдя такие популярные манги как Gintama и Detective Conan.

## Автор
Об авторе «Kuso Miso Technique» практически ничего не известно. Дзюнъити Ямакава (яп. 山川 純一) — это псевдоним, придуманный главным редактором журнала «Барадзоку» Бунгаку Ито. Сведений о настоящем имени, адресе или месте рождения Ямакавы нет. По словам Ито, в 1980-е годы Ямакаве на вид было далеко за 30 лет, он был тихим и печальным и жил, по-видимому, бедно. С 1982 по 1988 год в журнале «Барадзоку» появилось 35 коротких работ Ямакавы, причём Ито полагал, что у Ямакавы не было никакого гомосексуального опыта, и именно поэтому многие его работы содержали абсурдные ситуации, которые автор выдумывал сам. Стиль рисования Ямакавы очень не нравился другим редакторам «Барадзоку», и в конце концов Ито вынужден был прекратить публикацию его работ. Тем не менее, главный редактор счёл, что доход от публикаций в «Барадзоку» — единственное средство существования Ямакавы, и продолжил платить ему за черновики манги, не публикуя её. Однако после этого Ямакава перестал приносить черновики, и Ито, не зная его имени и адреса, не смог с ним связаться. О его дальнейшей жизни ничего не известно. Ито, будучи спрошен в 2008 году о судьбе Ямакавы, сказал: «К сожалению, у меня нет никакой информации. Скорее всего, он уже покинул этот мир».

## Аниме
Ожидается экранизация манги в 2024 году.